# More (No Mercy)
More è il secondo album del gruppo musicale statunitense No Mercy, pubblicato nel 1998 dall'etichetta discografica MCI.
L'album è stato promosso dai singoli Hello How Are You, Tu amor e More Than a Feeling, cover dell'omonimo singolo dei Boston.

## Tracce
CD (MCI 74321 59722 2 (BMG) / EAN 0743215972228)
1. More Than a Feeling (Tom Scholz)
2. Hello How Are You (G. Mart, R. Dalton, P. Nelson, Franz Reuther)
3. Baby Come Back (Peter Beckett, John Charles Crowley)
4. Baby I Was Made for Loving You (Frank Farian, Peter Bischof-Fallenstein, Dietmar Kawhol, G. Mart, P. Nelson)
5. Full Moon (S. Cassini)
6. Let's Stay Together
7. You Really Got Me (Frank Farian, Peter Bischof-Fallenstein, G. Mart, P.G. Wylder)
8. Tu amor (Dianne Warren)
9. Conzuela biaz (Frank Farian, Michael O'Hara, Catherine Courage)
10. I Have Always Loved You
11. More, More, More (Frank Farian, Peter Bischof-Fallenstein)
12. I'm Not Alone
13. Let Me Be the One
14. Hello How Are You (Unplugged Version)

## Classifiche
| Classifica (1998) | Posizione raggiunta |
| ----------------- | ------------------- |
| Germania          | 7                   |
| Svizzera          | 9                   |
| Austria           | 9                   |